# Lago Retico
Il lago Retico è un lago alpino situato a 2372 metri di quota nella valle di Campo, nel comune di Blenio nelle Alpi Lepontine, a ridosso del confine ticinese con quello grigionese.

## Morfologia
Situato in una conca rocciosa, ha una forma ovale.

## Fauna

### Pesci
Il lago in passato fu ripopolato con la trota canadese, fino al 1977, e con i salmerini di fonte fino al 1982. Adesso viene ripopolato annualmente con trote iridee.